# Ritio

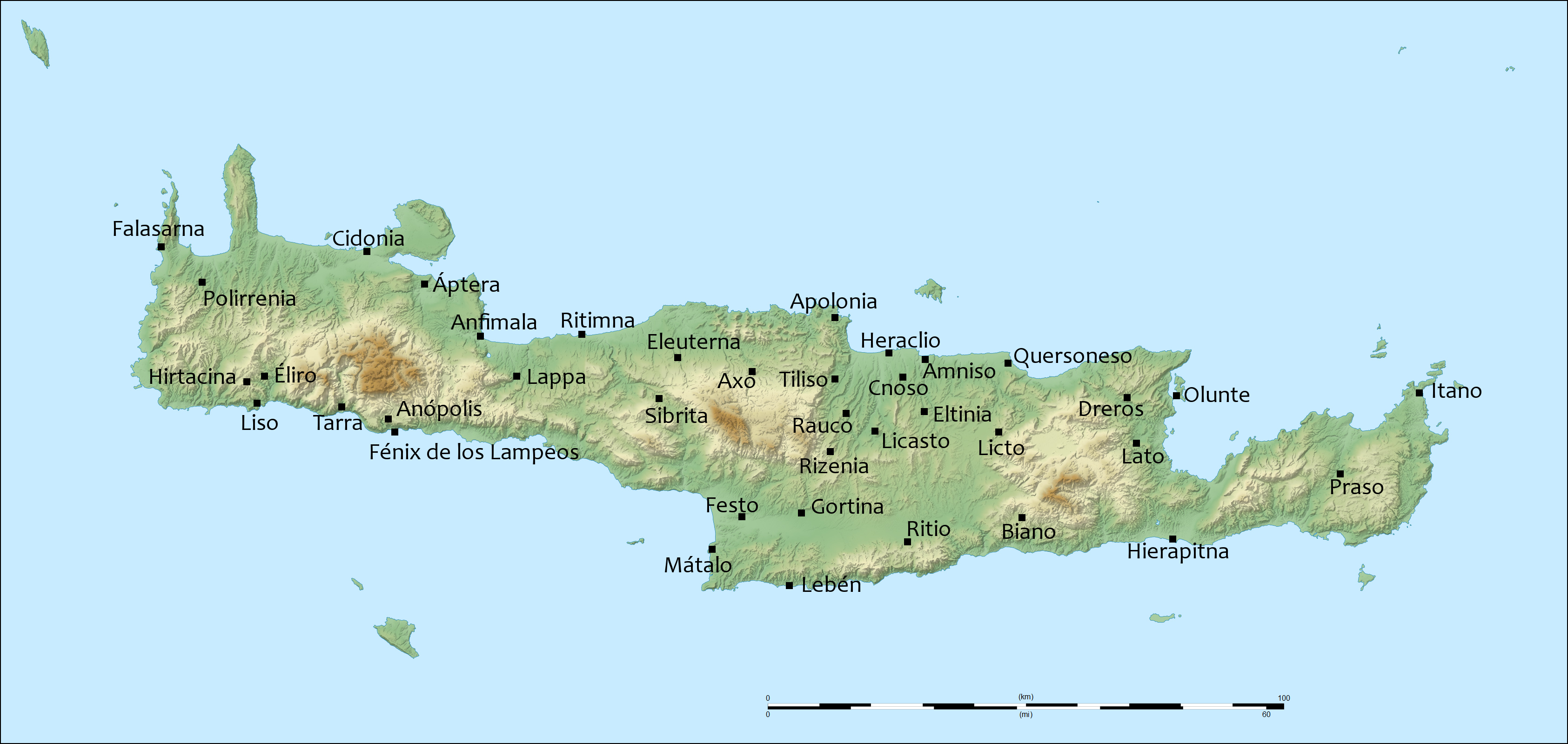
Mapa de Creta con la ubicación de algunas de las principales ciudades en los periodos clásico y helenístico donde figura Ritio, en la zona meridional de la isla, al este de Lebén.

Ritio (en griego, Ρύτιον) es el nombre de una antigua ciudad griega de Creta, que fue mencionada por Homero en el Catálogo de las naves de la Ilíada.
En tiempos de Estrabón su territorio pertenecía a la ciudad de Gortina.
Se localiza en una colina situada junto a la actual Rotasi, unos 36 km al sur de Heraclión.